# 浮絵

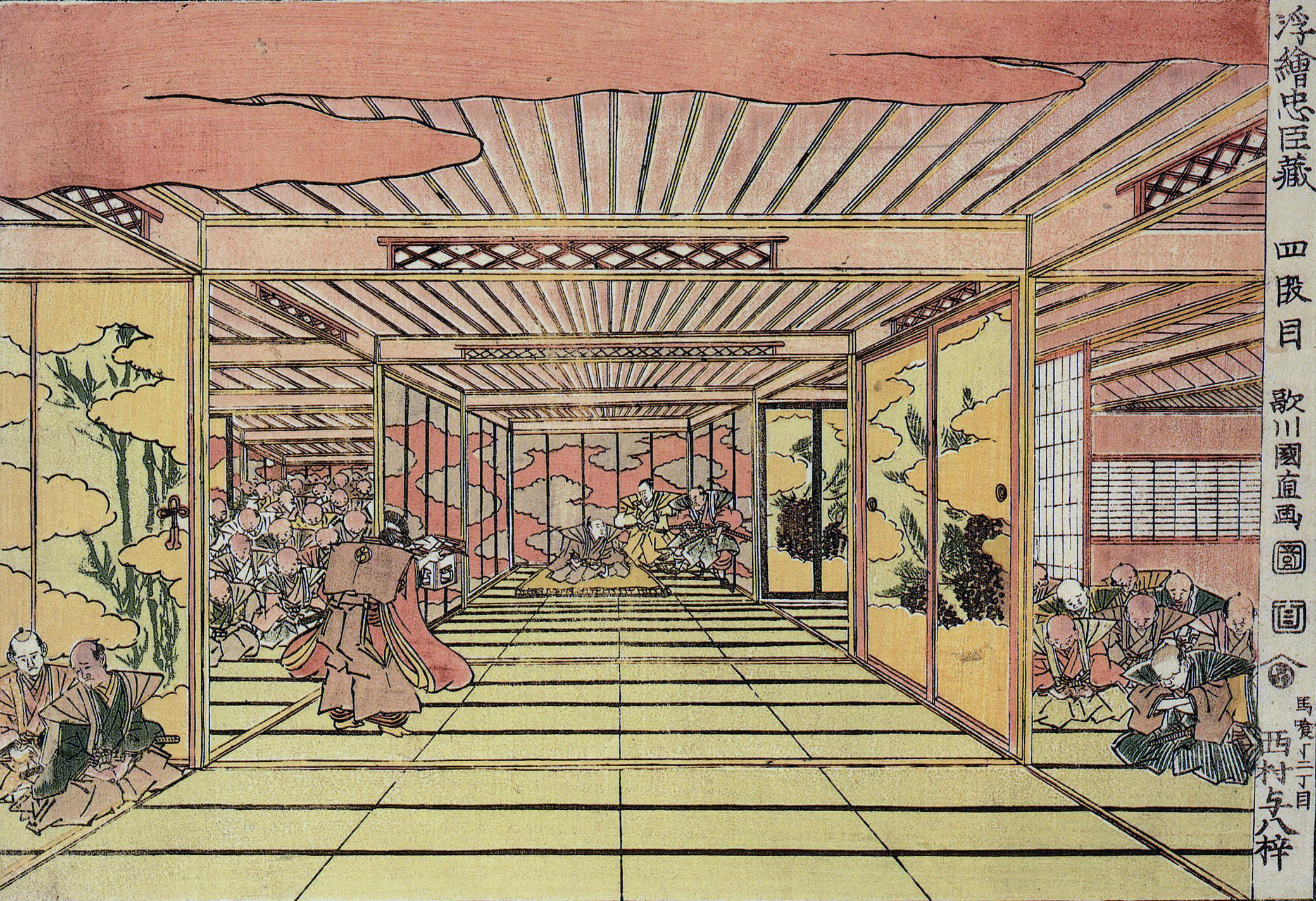
「浮絵忠臣蔵　四段目」　『仮名手本忠臣蔵』四段目、判官切腹の場面。室内の様子は見られるように一点透視法を強調して描かれている。歌川国直画。

浮絵（うきえ）とは、江戸時代に描かれた浮世絵の様式のひとつ。

## 解説
西欧の透視画法（遠近法）を用いて、屋内の様子などを遠近感を強調して描いたもの。近景がまるで浮き出て、奥行きが深まって見えるのでそのように名付けられた。またの名を「くぼみ絵」、「遠視画」ともいう。劇場内部や室内の様子を描いた作品が多くみられる。ただし西洋画の遠近法に直接学んだというよりもむしろ、その影響を受けた中国版画の流入により生み出されたとされる。さらにこの浮絵が、後にレンズを通して見る眼鏡絵につながっていく。
浮絵は奥村政信が初めて描いたと見られ、記録によると享保（1716年-1736年）の頃の作品が最も古いとされており、初期には西村重長などの作品が残っている。肉筆浮世絵による浮絵もある。さらにその後、明和から天明（1764年-1789年）にかけては歌川豊春による作品が多く、その後葛飾北斎やその弟子の柳々居辰斎、昇亭北寿ら多数の浮世絵師が浮絵を描いている。しかし天保（1830年-1844年）以降はあまり描かれなくなり、通常の風景画が描かれるようになっていった。